# Cellarinella latilaminata
Cellarinella latilaminata är en mossdjursart som beskrevs av Moyano 1974. Cellarinella latilaminata ingår i släktet Cellarinella och familjen Sclerodomidae. Inga underarter finns listade i Catalogue of Life.